# Bundesgymnasium und Bundesrealgymnasium Schwechat
Das Bundesgymnasium und Bundesrealgymnasium Schwechat ist ein Gymnasium in Schwechat.

## Geschichte
Das Gymnasium zog im Jahr 1969 als Expositur  des Gymnasiums Bruck an der Leitha in das alte Hauptschulgebäude in Schwechat. Im ersten Schuljahr 1969/70 unterrichtete dieses 77 Schülerinnen und Schüler in drei Klassen. 1976 wurde es eine eigenständige Schule.
Da in der Schule Platzmangel herrschte, beschloss der Bund eine Erweiterung und Sanierung. Nach dem 2007 ausgeschriebenen Architektenwettbewerbes, welches das Architektenbüro Schwinde gewann, kam es zu langwierigen finanziellen Verhandlungen zwischen Bundesimmobiliengesellschaft und Bund, sodass mit dem Bau erst 2011 begonnen und 2012 realisiert wurde.
Die Schule ist seit 1994 Forschungsgegenstand eines Schulentwicklungsprojekts der Aktionsforschung in Zusammenarbeit mit der Fakultät für Interdisziplinäre Forschung und Fortbildung (IFF) der Alpen-Adria-Universität Klagenfurt unter Leitung von Konrad Krainer.

## Bildungsangebot
In der Unterstufe wird schwerpunktmäßig eine musisch-kreative Klasse in den ersten und zweiten Klassen geführt. Dieses Angebot richtet sich an Schüler, die musikalisch interessiert (Instrument, Gesang) oder kreativ sind bzw. tanzen wollen.
Für diesen Zweck stehen den Schülern Band und Chor zur Verfügung.
Für die dritte und vierte Klasse können die Schüler aus weiteren Schwerpunkten wählen:
Gymnasium als Fremdsprache zwischen Französisch oder Latein und Realgymnasium mit naturwissenschaftlichem Schwerpunkt.

## Missbrauchsfall
Am 23. November 2017 kamen Vorwürfe auf, dass ein Lehrer für Geografie und Technisches Werken, der seit 2010 am Gymnasium unterrichtete, sexuelle Missbrauchshandlungen an 11- und 12-jährigen Schülerinnen vorgenommen habe. Der Pädagoge wurde am 27. November 2017 durch Beamte des Landeskriminalamtes festgenommen und 2018 durch den zuständigen Schöffensenat in Korneuburg in allen Anklagepunkten für schuldig befunden – er wurde vom Gericht unter anderem zu vier Jahren Gefängnis verurteilt. Das Urteil ist nicht rechtskräftig, wird aber laut Auskunft der Rechtsanwältin des Lehrers nur hinsichtlich der Unterbringung angefochten werden (Stand: 2018).

## Leitung
- 1972–1977 Franz Slawik (zuerst pädagogischer Leiter der Expositur, ab 1976 Direktor)[2][11]
- 1977–1980 Eduard Hruska (Provisorischer Leiter)[12]
- 1980–1982 Franz Slawik[12]
- 1982– ?   Eduard Hruska (Provisorischer Leiter)[12]
- 1993–2001 Eduard Hruska[12]
- 2005–2014 Richard Dech[13]
- seit 2014 Heinz Lettner[14]